# Wal Fadjri
 (avril 2025).
Wal Fadjri est un quotidien d'information sénégalais publié à Dakar, par le groupe Walf.

## Historique
Créé en 1984, le titre a d'abord été un mensuel, puis un hebdomadaire (L'Aurore). 
C'est en 1993, à la faveur des élections législatives, qu'il a accédé au rang de quotidien.

## Caractéristiques
Wal Fadjri a une réputation d'indépendance et de rigueur.
L'investigation politique et la réflexion sur les phénomènes de société font partie de ses spécialités.
Il est l'un des quotidiens les plus lus au Sénégal (12 000 exemplaires parus par numéro) et parmi les plus repris par les autres médias.